# ازل آکای
اِزَل آکای (ترکی استانبولی: Ezel Akay؛ زادهٔ ۱۹۶۱) یک هنرپیشه، کارگردان، تهیه‌کننده، و مهندس اهل ترکیه است. وی از سال ۱۹۹۶ میلادی تاکنون مشغول فعالیت بوده‌است. او فارغ‌التحصیل دانشگاه بغازیچی در رشته مهندسی مکانیک‌است.
در سال ۲۰۰۵، او با شبنم دونمز ازدواج کرد. ازدواج آنها پس از دو سال به پایان رسید.